# Apobemisia
Apobemisia is een geslacht van halfvleugeligen (Hemiptera) uit de familie witte vliegen (Aleyrodidae), onderfamilie Aleyrodinae.
De wetenschappelijke naam van dit geslacht is voor het eerst geldig gepubliceerd door Takahashi in 1954. De typesoort is Bemisia kuwanai.

## Soorten
Apobemisia omvat de volgende soorten:
- Apobemisia celti (Takahashi, 1932)
- Apobemisia kuwanai (Takahashi, 1934)